# Sääksjärvi (Tammerfors)
Sääksjärvi är en sjö i Finland. Den ligger i kommunen Lembois i landskapet Birkaland, i den södra delen av landet, 150 km norr om huvudstaden Helsingfors. Sääksjärvi ligger 109,7 meter över havet. Arean är 80,3 hektar och strandlinjen är 6,48 kilometer lång. Sjön  ingår i Kumo älvs huvudavrinningsområde.   I omgivningarna runt Sääksjärvi växer i huvudsak blandskog.
I övrigt finns följande i Sääksjärvi:
- Rajasaari (en ö)